# Malapterurus beninensis
Malapterurus beninensis е вид лъчеперка от семейство Malapteruridae.

## Разпространение
Видът е разпространен в Ангола, Бенин, Габон, Гана, Демократична република Конго, Екваториална Гвинея, Камерун, Нигерия и Того.